# Rogue Valley
Das Rogue Valley ist eine Talregion im Südwesten Oregons in den USA. Es liegt am Rogue River und seinen Nebenflüssen in den Counties Josephine und Jackson und bildet das kulturelle und wirtschaftliche Zentrum Südoregons. Es liegt an der Grenze zu Kalifornien.

## Geografie
Das Tal bildet eine relativ isolierte Region. Durch seine geschützte Lage herrscht dort ein mediterranes Klima mit heißen, trockenen Sommern und kühlen, feuchten Wintern. Die wichtigsten Städte im Tal sind Ashland, Medford und Grants Pass. Der bevölkerungsreichste Teil des Rogue Valley liegt nicht am Rogue River selbst, sondern am kleineren Nebenfluss Bear Creek.

## Klima
Das Rogue Valley hat ein im Vergleich zu anderen Regionen Oregons deutlich trockeneres Klima. Die Sommer sind heiß und trocken, die Winter kühl und neblig. In besonders heißen Sommern kommt es regelmäßig zu Waldbränden. Aufgrund des Regenschattens durch die Siskiyous Berge fallen im Tal weniger Niederschläge.

## Wirtschaft und Landwirtschaft
Das Rogue Valley ist für den Anbau von Birnen, Nüssen, Kräutern und Weintrauben bekannt. In den letzten Jahren hat sich die Region zu einem bedeutenden Weinanbaugebiet entwickelt. So entstand die Rogue Valley AVA, eine offiziell anerkannte Weinregion.
In Medford, dem wirtschaftlichen Zentrum des Tals, gibt es eine Vielzahl von Unternehmen im Fertigungsgewerbe.

## Geschichte
Das Tal war ursprünglich von indigenen Völkern wie den Shasta, Takelma und Rogue River Athabasken bewohnt. Ab dem frühen 19. Jahrhundert kamen erste europäischstämmige Siedler ins Tal. Der Donation Land Act lockte viele neue Bewohner an, da er kostenloses Land versprach.
Zwischen 1836 und 1856 kam es zu mehreren bewaffneten Auseinandersetzungen zwischen Ureinwohnern und Siedlern. 1850 wurde im Rogue River Gold entdeckt, was einen regionalen Goldrausch auslöste. Besonders um Jacksonville wurde viel Gold gefördert – im Gesamtwert von rund 70 Millionen Dollar.